# غريفيلياوات
غريفيلياوات (الاسم العلمي: Grevilleoideae) هي أسرة نباتية تتبع فصيلة البروطية من رتبة البروطيات.

## قبائل
- البانكسياوية (الاسم العلمي: Banksieae)
- المكادامياوية (الاسم العلمي: Macadamieae)
- الروبالاوية (الاسم العلمي: Roupaleae)
- الأمبوترياوية (الاسم العلمي: Embothrieae)

## أجناس
- البانكسيا
- المكاداميا